# Präzision
In der Messtechnik ist Präzision, veraltet auch Wiederholgenauigkeit genannt, ein Kriterium zur Beurteilung der Qualität einer Messung oder eines Messverfahrens. Präzision und Richtigkeit sind Komponenten der Genauigkeit. Die Präzision charakterisiert die Streubreite der erhaltenen Messwerte.

Niedrige Genauigkeit wegen niedriger Präzision

Niedrige Genauigkeit wegen niedriger Richtigkeit trotz hoher Präzision

Die Präzision lässt sich durch oftmaliges Wiederholen der Messung unter gleichen Umständen (Wiederholbedingungen) mit demselben Messgerät oder Messsystem ermitteln; man quantifiziert sie durch Reduktion der einzelnen Ergebnisreihen nach normierten Algorithmen der Fehler- und Ausgleichsrechnung. Ein sehr präzises Verfahren liefert für dieselbe Aufgabe jeweils nahezu gleiche Ergebnisreihen. Angaben der Präzision machen keine Aussage darüber, wie weit die einzelnen Messwerte jeweils vom wahren Wert entfernt sind, sondern sie beschreiben lediglich die Stabilität des Verfahrens. Die Präzision kann zahlenmäßig z. B. durch eine Streubreite, einen Streukreisradius oder durch eine Standardabweichung angegeben werden.
Präzision ist ein Bestandteil der Genauigkeit. In technischen Zusammenhängen ist hohe Präzision eine notwendige, aber nicht hinreichende Voraussetzung für hohe Genauigkeit. Eine wenig präzise Technik liefert nicht hochgenaue Ergebnisse; jedoch können technische Vorgänge mit hoher Präzision ablaufen und dennoch Resultate hervorbringen, die erheblich vom wahren oder richtigen Wert abweichen.

## Definition
Die Bedeutung des Begriffs Präzision wird unter DIN ISO 3534-2 mit dem Hinweis auf die Bedeutungsgleichheit zum ehemals Wiederholgenauigkeit genannten Merkmal definiert.
Definition nach DINDie Präzision beschreibt, wie klein die maximalen Abweichungen voneinander unabhängiger Ermittlungsergebnisse werden, welche gewonnen wurden, indem der Prüfer ein festgelegtes Ermittlungsverfahren mehrfach unter vorgegebenen Bedingungen anwandte. Die Formulierung impliziert, dass hohe Präzision durch niedrige Absolut- und Relativwerte ausgedrückt wird. Die DIN weist zudem explizit darauf hin, dass ein Ermittlungsverfahren umso präziser arbeitet, je kleiner die „zufälligen Ergebnisabweichungen“ des Verfahrens sind.
Die Bezeichnung „Wiederholgenauigkeit“ soll im Bereich der Normung nicht mehr verwendet werden. Allerdings wird nicht nur in älterer Fachliteratur, sondern auch in neuen Texten häufig die Wiederholgenauigkeit als Qualitätsmerkmal von Messgeräten und auch Produktionsmaschinen quantifiziert.

## Anwendung
Zur Ermittlung der Wiederholgenauigkeit wird der Messbereich mehrmals hintereinander unter möglichst gleichen Bedingungen durchlaufen. Die so entstehenden Messdiagramme werden nun miteinander verglichen. Um derartige „Vergleichsmessungen mit sich selbst“ deutlich von absoluten Kalibrierungen abzugrenzen, ist der Begriff der „Wiederholgenauigkeit“ – im Sinne der Präzision – unverzichtbar vor allem im Bereich der Messsysteme höchster Präzision und höchster Absolutgenauigkeit. Die Wiederholgenauigkeit kann besser sein, als die Absolutgenauigkeit. Aber die Absolutgenauigkeit kann zum Zeitpunkt der Qualitätsfeststellung unmessbar sein im Rahmen des technischen Entwicklungsstandes. Der Unterschied rührt vor allem daher, dass für prinzipiell sehr gut funktionierende Messgeräte die einzelnen Messergebnisse meist als Gaußverteilungen um den tatsächlichen, physikalischen Wert symmetrisch herumgestreut sind. In besonderen Fällen jedoch können systematische Fehler eines Messgerätes die absoluten Messfehler in Teilbereichen des gesamten Messbereichs konzentrieren, während die übrigen Bereiche mit sehr viel höherer Genauigkeit messen. Liegen derartige, systematische Fehler vor, die sich aus den Grenzen der technischen Realisierbarkeit ergeben, wie es bei Messgeräten zur Kalibrierung typisch ist, dann können zwei aufeinander folgende Messreihen nahezu identische Diagramme liefern, welche aber absolut betrachtet typische Fehler in jeweils denselben Spektralbereichen besitzen.
Wenn es überhaupt keine Möglichkeit gibt, einem Kalibriergerät durch ein etwas besseres Messverfahren Messfehler nachzuweisen, dann ist die Wiederholgenauigkeit zunächst der einzige Hinweis für eine wenigstens grobe Schätzung dafür, wie gut das Messverfahren oder die Messmethode sein könnte. Die Wiederholgenauigkeit ist in diesem Fall die dominante Komponente der Messunsicherheit.